# Filipe Afonso Gonzaga
Filipe Afonso Gonzaga (em italiano:  Filippo Alfonso Gonzaga) (Novellara, 3 de dezembro de 1700 – Massa, 13 de dezembro de 1728) era um nobre italiano. Foi o nono e último conde de Novellara, reinando entre 16 de agosto de 1727 e 13 de dezembro de 1728.
Filipe Afonso pertencia ao ramo dos Gonzaga-Novellara da família Gonzaga.

## Biografia
Terceiro filho de Camilo III e de Matilde d'Este, filha de Sigismundo III d’Este, marquês de San Martino in Rio, Filipe Afonso foi batizado no dia 1 de agosto de 1702 em honra do rei Filipe V de Espanha.
Ficando efermo com tuberculose ainda jovem, sucede ao pai como conde soberano em 1727. Entre as suas primeiras medidas incluem-se alguns trabalhos a nível de edifícios públicos e de restauro da cidade de Novellara, bem como a reorganização do pequeno contingente armado do condado.
Gravemente doente,  em agosto de 1728, foi decidida a sua transferência para Massa, onde residia a sua irmã Ricarda, cônjuge de Alderano I Cybo-Malaspina, duque de Massa e Carrara. Em 13 de dezembro desse ano Filipe Afonso acaba por falecer.
Com a sua morte o ramo dos Gonzaga-Novellara extingue-se em linha masculina, uma vez que o seu matrimónio com a marquesa Leonor Tanara nunca foi consumado. O Condado de Novellara passa a ser administrado até 1737 pela sua irmã, Ricarda Gonzaga.
Nessa data, e pelos serviços prestados durante a Guerra da Sucessão da Polônia, o imperador atribui o condado a Reinaldo III d'Este, duque de Módena e Reggio.